# 1920 en Belgique
Chronologie de la Belgique
- 1916
- 1917
- 1918
- 1919
- 1920
- 1921
- 1922
- 1923
- 1924

Cette page recense des événements qui se sont produits durant l'année 1920 en Belgique.

## Chronologie
- 10 janvier : le traité de Versailles entre en vigueur et cède à la Belgique les Cantons de l'est, qui deviendront les 9 communes de la Communauté germanophone de Belgique. Ces 854 km2 de territoires autrefois allemands, furent offerts en guise de compensation pour les pertes causées pendant la Première Guerre mondiale.
- 19 août : fondation de l'Académie royale de langue et de littérature françaises de Belgique[1].
- 20 août : fondation de l'Agence télégraphique belge de presse.
- Du 20 août au 12 septembre : Jeux olympiques d'été à Anvers.
- 7 septembre : les états-majors français et belge concluent en secret un « Accord militaire défensif franco-belge pour le cas d'une agression allemande non provoquée »[2].

## Culture

### Architecture

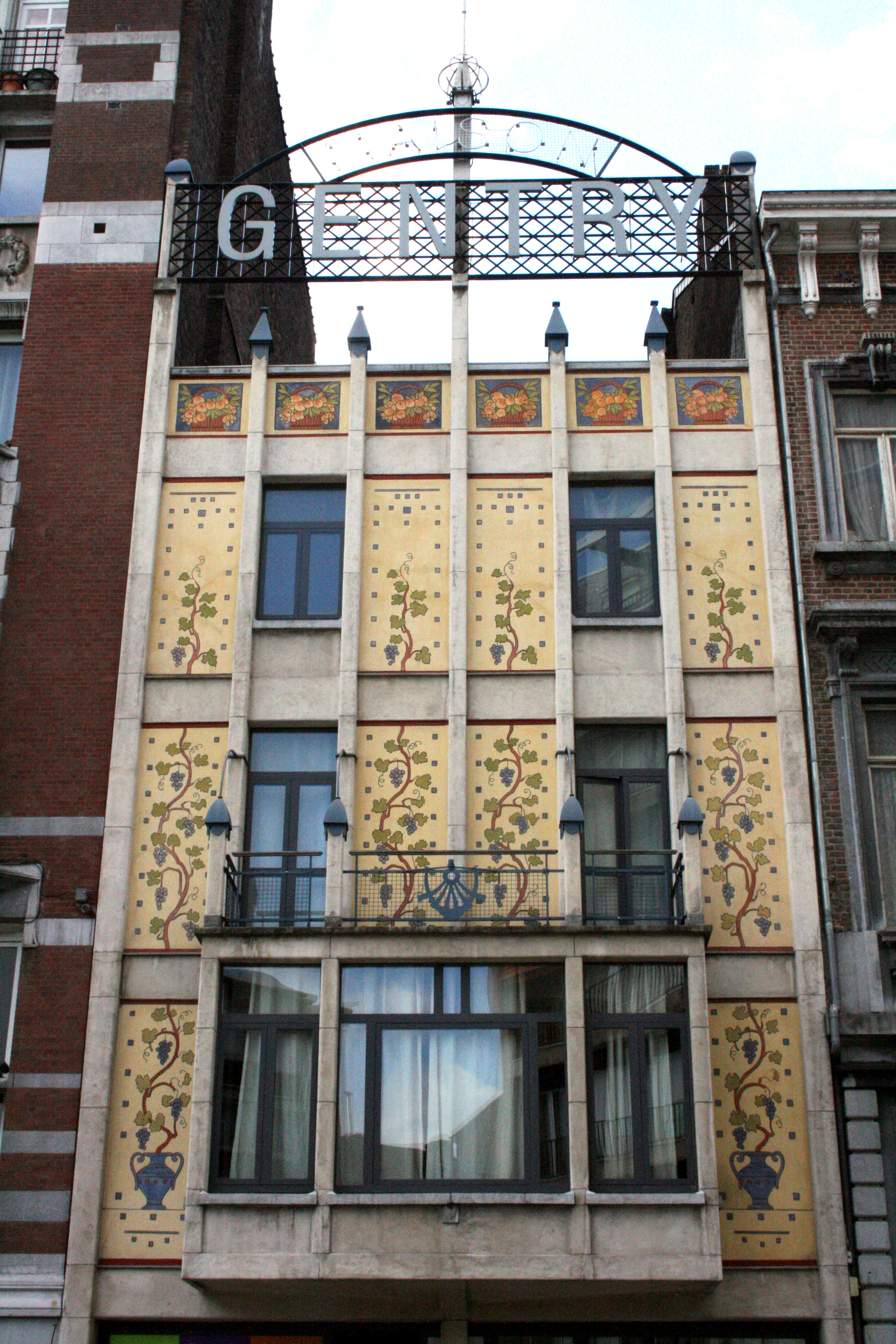
Maison Bacot à Liège (Clément Pirnay)
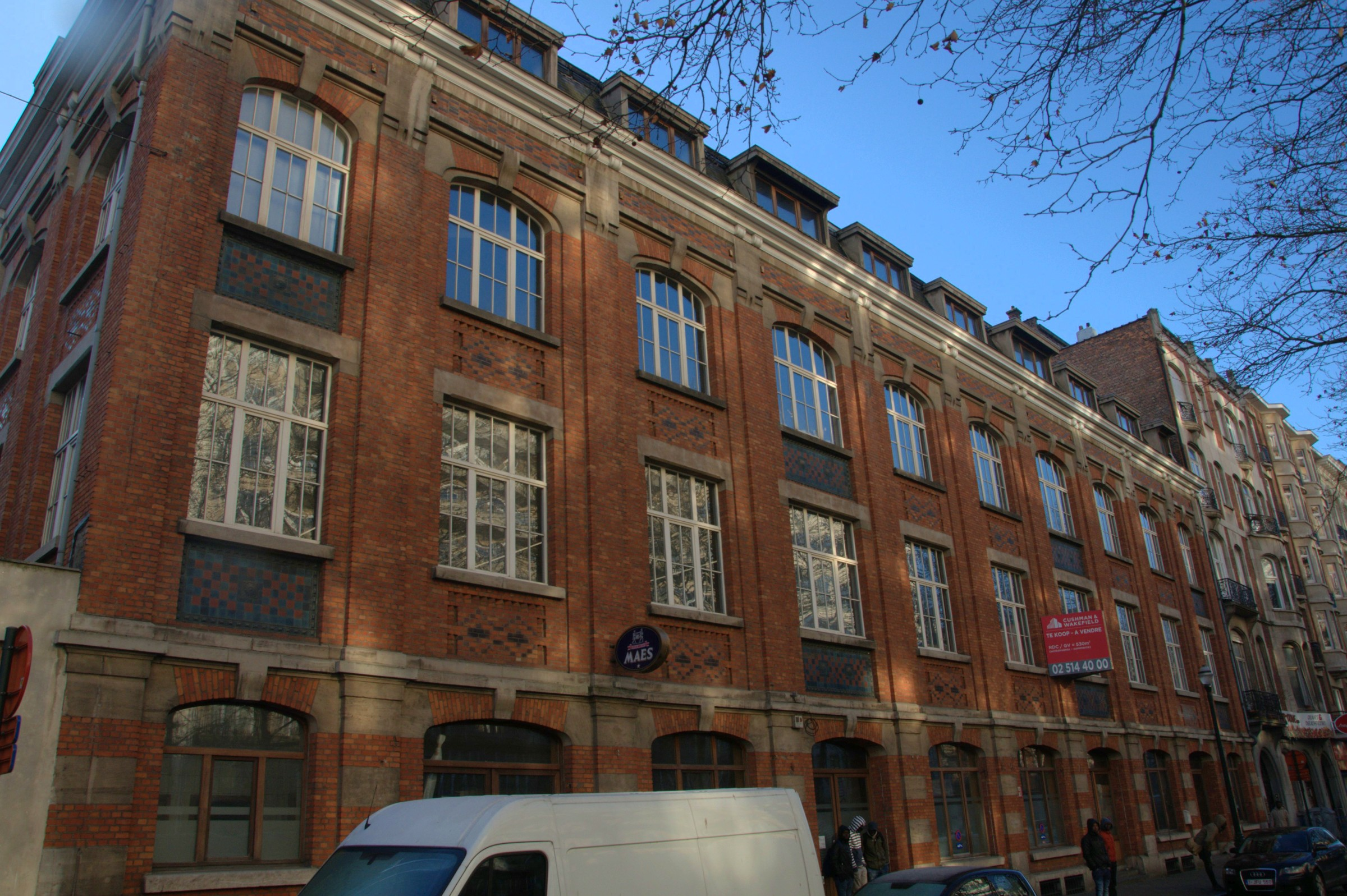
Manufacture Charlet à Bruxelles (style Beaux-Arts, G. Dufas)

### Cinéma
- Gerfaut de Paul Flon.
- Le Mystère de la Libre Belgique ou les exploits des 4 as d'Isidore Moray.
- De Storm in het leven de Karel Van Rijn.

### Littérature
- Les Chemins dans l'ombre, recueil de Grégoire Le Roy[3].
- Première représentation du Cocu magnifique[4], pièce de Fernand Crommelynck publiée en 1921.
- Le Combat de la neige et du poète et La Vertu par le chant, recueils d'Odilon-Jean Périer[5].
- Ici, recueil de Georges Linze[6].
- Mélusine, roman fantastique de Franz Hellens[7].

## Naissances
- 7 janvier : Georges Claes, coureur cycliste († 14 mars 1994).
- 14 janvier : Luc-Peter Crombé, peintre († 17 mai 2005).
- 3 février : 
  - Stan Ockers, coureur cycliste († 1er octobre 1956).
  - Rogier Vanhoorne, micropaléontologue et paléobotaniste († 11 octobre 2015).
- 17 mai : Raymond Gérôme, acteur et metteur en scène († 3 février 2002).
- 28 mai : Maurice Desimpelaere, coureur cycliste († 30 janvier 2005).
- 13 juin : Désiré Keteleer, coureur cycliste († 17 septembre 1970).
- 21 septembre : Robert Wangermée, musicologue († 22 juillet 2019).
- 28 septembre : Joe Maca, footballeur († 13 juillet 1982).
- 1er novembre : Albert Ramon, coureur cycliste († 21 mars 1993).
- 21 novembre : Janine Reding, pianiste et pédagogue († 31 décembre 2015).
- 13 décembre : Willy Staquet, accordéoniste et compositeur († 23 octobre 2010).

## Décès
- 11 février : Alexandre Clarys, peintre animalier (° 23 juillet 1857).

## Statistiques
- Population totale au 31 décembre 1920 (cantons de l'Est inclus) : 7 465 782 habitants[8].